# 2250 Stalingrad
A 2250 Stalingrad (ideiglenes jelöléssel 1972 HN) a Naprendszer kisbolygóövében található aszteroida. Tamara Mihajlovna Szmirnova fedezte fel 1972. április 18-án.